# Nebaliacea
Nebaliacea is een onderorde van kreeftachtigen uit de klasse van de Malacostraca (hogere kreeftachtigen).

## Families
- Nebaliidae Samouelle, 1819
- Nebaliopsididae Hessler, 1984
- Paranebaliidae Walker-Smith & Poore, 2001
- Rhabdouraeidae Schram & Malzahn, 1984 †